# Nguyễn Thị Minh Khai
Nguyễn Thị Minh Khai (1 de noviembre de 1910, Vinh, Annam-28 de agosto de 1941, Hóc Môn, Cochinchina) fue una revolucionaria vietnamita y líder del Partido Comunista Indochino durante la década de 1930.

## Biografía
Nguyễn Thị Minh Khai nació el 1 de noviembre de 1910 en Vinh, provincia de Nghệ An, Vietnam. En 1927, cofundó el Nuevo Partido Revolucionario de Vietnam, que fue un predecesor del Partido Comunista de Vietnam. En 1930, se fue a Hong Kong y se convirtió en secretaria de Hồ Chí Minh (entonces conocida como Nguyễn Ái Quốc) en la oficina de la Oficina de Oriente del Komintern.
De 1931 a 1934, fue encarcelada por la administración británica en Hong Kong. En 1934, ella y Lê Hồng Phong fueron elegidos como asistentes al Séptimo Congreso del Komintern en Moscú. Más tarde se casó con Lê.
En 1936, regresó a Vietnam y se convirtió en la máxima líder de los comunistas en Saigón. Fue capturada por el gobierno colonial francés en 1940 y ejecutada por un pelotón de fusilamiento al año siguiente. Su esposo Lê había sido encarcelado en junio de 1939 y luego murió en las jaulas de tigre en la prisión de Poulo Condore en septiembre de 1942.
Hoy, Nguyễn Thị Minh Khai es honrada como mártir revolucionaria por el Partido Comunista de Vietnam, y algunas carreteras, escuelas y unidades administrativas en Vietnam llevan su nombre. Algunos de estos incluyen el distrito urbano Nguyễn Thị Minh Khai en Bắc Kạn, y la escuela secundaria Nguyễn Thị Minh Khai.